# Móggaliputta Tissza

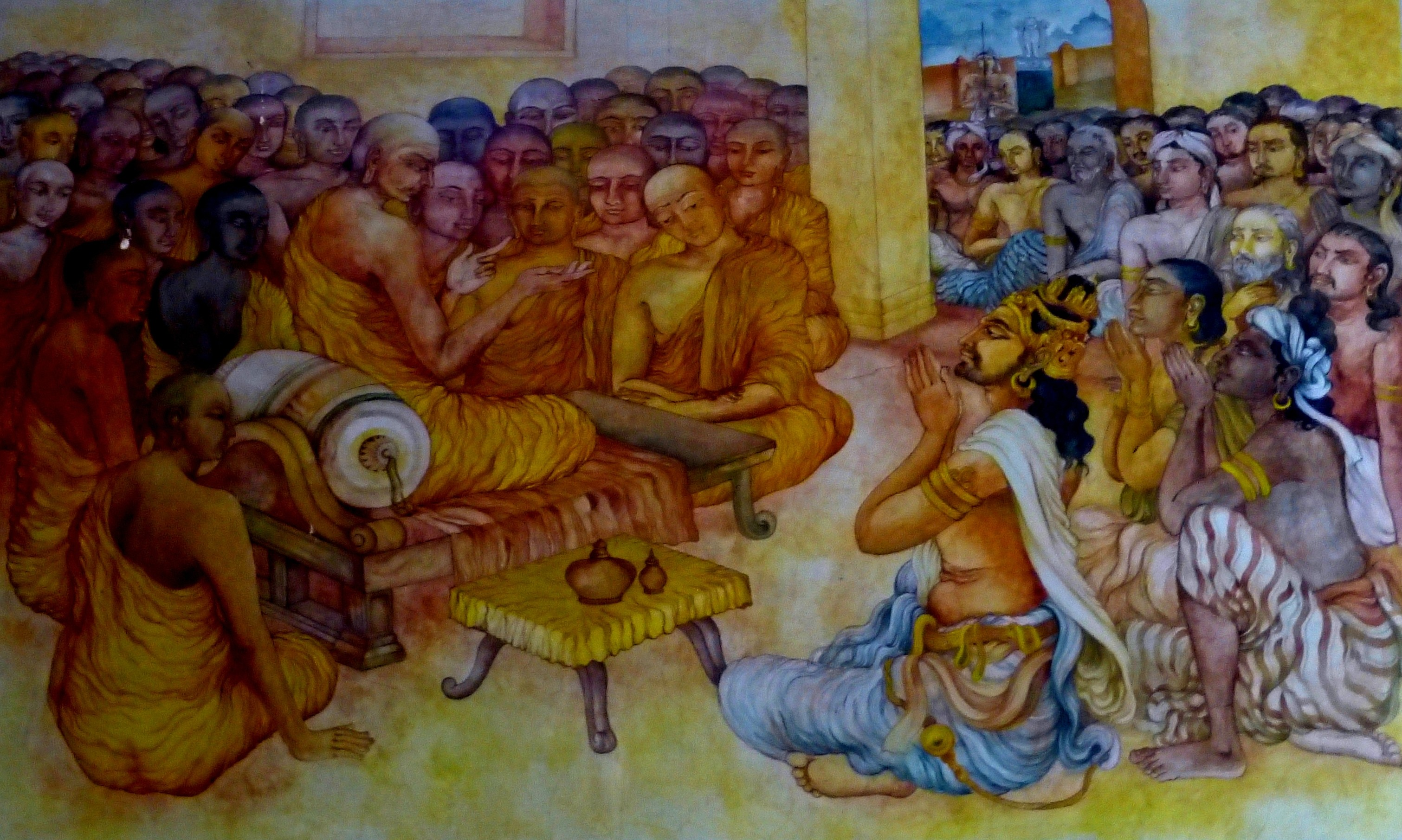
Asóka és Móggaliputta-Tissza a harmadik buddhista tanácskozás alkalmával, a Nava Jetavana templomban Srávasztí

Móggaliputta-Tissza (kb. i. e. 327 – 247) (született: Pátaliputra, Magadha, amely ma Patna, India) ókori buddhista szerzetes és tudós. David Kalupahana szerint Nágárdzsuna (2-3. század) elődjének számít abban, hogy ő is a középút és más eredeti buddhista filozófiák korabeli felélesztésében jeleskedett.
Spirituális tanítómesterként volt jelen a Maurja Birodalom uralkodójánál, Asókánál és fiánál, Mahindánál. Ez utóbbi terjesztésével jutott el a buddhizmus Srí Lankára. Móggaliputta-Tissza elnökletével tartották meg a harmadik buddhista tanácskozást. A Mahávamsza szerint Móggaliputta-Tissza azért született újra emberként, hogy – az azt megelőző, Vaisáliban tartott második buddhista zsinat elnöke kérésének eleget téve – elnöke lehessen az új tanácskozásnak.
Pátaliputrai Mogalli fiaként született, Tissza néven. A Mahávamsza szerint Tissza már fiatal kora óta nagy elméleti tudással rendelkezett a valóság működéséről, ezért napi alamizsnagyűjtő útjuk során felkereste őt két buddhista szerzetes, Sziggava és Csandavaddzsi. Csupán hétéves volt, amikor Tissza otthonában Sziggava szándékosan elfoglalta Tissza ülőhelyét, amire Tissza feldühödött és szidalmazta a szerzetest. Sziggava feltett Tisszának egy filozófiai kérdést, amelyre Tissza nem volt képes válaszolni, és felkeltette az ifjú Tissza érdeklődését a dharma iránt. A szülei beleegyezése után Tissza csatlakozott a buddhista közösséghez (szangha) Sziggava tanítványaként. Tőle tanulta a vinaját és az abhidhammát. Később sikerült elérnie az arhat tudatszintet és ismert buddhista szerzetessé vált Pátaliputrában Móggaliputta-Tissza néven.
Egy Asóka által építtetett viháráknak szentelt fesztivál alkalmával Móggaliputta-Tissza azt közölte Asókával, hogy csak úgy válhat a buddhista vallás szolgálójává, ha a lányát vagy a fiát is belépteti a szanghába. Erre az uralkodó a fiát, Mahindát, és a lányát Szangamittát is egyházi kötelékekbe adta.
Móggaliputta-Tissza lett Mahinda tanítója is, amíg Mahinda Srí Lankára nem utazott terjeszteni Buddha tanításait. Később, miután a buddhista egyház Asóka jóvoltából hatalmas vagyonra tett szert, Móggaliputta-Tissza felfigyelt a szervezeten belül megjelenő korrupciókra és úgy döntött, hogy az irányítást átadja Mahindának, és ő önként elvonul az észak-indiai Ahogangá-hegyhez. Asóka hét évvel később visszahívatta őt Pátaliputrába, miután szerzeteseket gyilkolt meg néhány királyi hivatalnok. Rövid hezitálás után Móggaliputta-Tissza eleget tett az uralkodó kérésének és visszatért Pátaliputrába. A legenda szerint Asóka előző éjjel azt álmodta, hogy egy nagy rangú tanítómester a jobb kezénél meg fogja őt érinteni, és ezzel tanítványának fogadja. Ez a mester Móggaliputta-Tissza lett, aki az uralkodó közbenjárása mellett összehívta a harmadik buddhista zsinatot Pátaliputrában az i. e. 253-ban, amelyen mintegy ezer tudós szerzetes vett részt. Az elnöklete mellett Asóka megkérdezte az egybegyűltek véleményét a különböző tanításokról, és akiknek a válasza nem vágott egybe az igaz buddhista tanításokkal, azokat kizárták az egyházból. Móggaliputta-Tissza összeállította a Kathá-vatthu szövegét, amelyben elutasította azokat a helytelen nézeteket, amelyeket a kizárt szerzetesek vallottak. A tanácskozás alkalmával ezt a szöveget hozzáadták az Abhidhamma-pitakához. Ezt követően Móggaliputta-Tissza szerzeteseket küldött a Maurja Birodalmon túlra, hogy terjesszék a buddhista tanokat, és Srí Lankára küldött egy hajtást az eredeti Bódhifából, amely alatt Gautama Buddha megvilágosodott.
Nyolcvanéves korában hunyt el, Asóka uralkodásának huszonhatodik évében. Ereklyéit további kilenc arhattal együtt a száncsi buddhista emlékek őrzik.